# Финикс (Илиноис)
Финикс (енгл. Phoenix) град је у америчкој савезној држави Илиноис.

## Демографија
По попису из 2010. године број становника је 1.964, што је 193 (-8,9%) становника мање него 2000. године.
| Група             | 2000.         | 2010.         |
| Белци             | 29 (1,3%)     | 28 (1,4%)     |
| Афроамериканци    | 2.024 (93,8%) | 1.794 (91,3%) |
| Азијати           | 1 (0,0%)      | 3 (0,2%)      |
| Хиспаноамериканци | 87 (4,0%)     | 116 (5,9%)    |
| Укупно            | 2.157         | 1.964         |